# Optický filtr
Filtr je optický prvek, který se vkládá do cesty světlu v optické soustavě proto, aby změnil jeho vlastnosti, ale obvykle ne výrazně směr jeho šíření.
Barevné filtry hrály velký význam při rozvoji spektroskopie před tím, než byl vynalezen spektroskop. Velký význam mají dodnes optické filtry ve fotografii.

## Typy filtrů ve fotografii

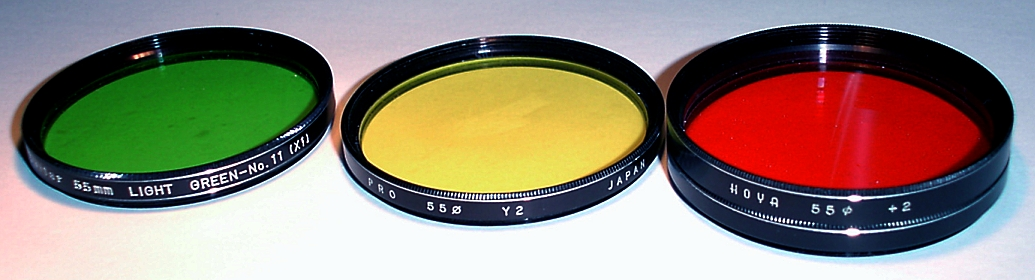
Fotografické filtry o průměru 55 mm

### Nebarevné filtry
- Šedý filtr – pouze pohlcuje světlo
- UV filtr – filtruje (zabraňuje průchodu) UV záření. Obvykle se používá jako ochrana objektivu
- IR filtr – buď zabraňuje průchodu infračerveného záření, nebo naopak nepropouští viditelné světlo a infračervené záření propouští (záleží na kontextu)
- Fluorescentní filtr - zlepšuje barevné odstíny za špatných světelných podmínek
- Skylight filtr – pohlcuje UV záření a mírně i fialovou a modrou oblast spektra. Používá se při fotografování v horách.
- Přechodový filtr – je z části tmavý a z části průhledný. Používá se ke snížení kontrastu scény (typicky pro ztmavení oblohy)
- Polarizační filtr – propouští pouze světlo ve směru své polarizace
  - Cirkulární polarizační filtr – po odfiltrování je světlu navrácena kruhová polarizace (ponechání jen jednoho směru polarizace by mohlo mást automatiku fotoaparátu)

### Barevné filtry
- Barevný filtr – používán byl především pro černobílou fotografii
  - Žlutý filtr – ztmavuje oblohu
  - Oranžový filtr – maskuje některé vady pleti
  - Zelený filtr - vhodný pro focení krajin u kterých zvýrazní zelené tóny a zabraňuje splývání stromů.
  - Červený filtr - výrazně ztmavuje oblohu a zdokonaluje prokreslení mraků a světlých ploch (např. sníh)
  - Modrý filtr - oproti ostatním snižují kontrast, je tedy vhodné je použít při kontrastním osvětlení
- Změkčující filtr – mírně rozostřuje (změkčuje) obraz. Používá se pro portréty

Kromě těchto základních filtrů existuje řada efektových filtrů pro různé zkreslování obrazu fotografované scény.